# Goran Bregović
Goran Bregović (Sarajevo, 22. ožujka 1950.), glazbenik iz Bosne i Hercegovine. Autor je filmske glazbe i jedan je od najpoznatijih skladatelja s Balkana. Postao je poznat u sedamdesetim godinama prošlog stoljeća kao vođa i gitarist skupine Bijelo dugme.

## Životopis

### Rane godine
Otac mu je Franjo Bregović iz Svetog Petra Čvrsteca. Gitaru počinje svirati pri kraju osnovne škole, a u osamnaestoj godini pristupa sarajevskom sastavu "Kodeksi", gdje dolazi na preporuku pjevača Željka Bebeka. Nakon razlaza "Kodeksa" u jesen 1971. godine zajedno s Ismetom Arnautalićem osniva sastav "Jutro" u kojeg nešto kasnije poziva Bebeka. Snimaju nekoliko pjesama, između ostalih i "Kad bi bio bijelo dugme". Arnautalić napušta "Jutro" krajem 1972. godine, a sastav mijenja ime u "Bijelo dugme". Počinju s radom 1974. godine, nakon povratka Željka Bebeka s odsluženja vojnog roka.

### Bijelo dugme
Bijelo dugme s Goranom Bregovićem kao gitaristom, skladateljem i neupitnim vođom bio je jedan od najpopularnijih sastava u povijesti jugoslavenske glazbe. Postojali su od 1974. do 1989. godine.
Tijekom postojanja grupe, Bregovića je u prvoj sezoni komedije Top lista nadrealista parodirao prvi i bivši vođa Crvene jabuke, Dražen Ričl. U drugoj sezoni popularne sarajvske komedije, u vijestima je bila novost da je Bregović kao prijesednik SIV-a primio Bruca Springsteena kao američkog sekretara.

### Poslije Bijelog dugmeta
Bregović 1988. godine sklada glazbu za film Emira Kusturice Dom za vješanje. Nakon velikog uspjeha filma i Bregovićeve glazbe, osobito pjesme "Ederlezi", nastavlja suradnju s Kusturicom u filmu Arizona Dream 1993. godine, a potom sklada glazbu za film Kraljica Margot kojeg režira Patrice Chéreau. Jednako je uspješna i nova suradnja s Kusturicom u filmu Podzemlje 1995. godine. Surađuje s nizom poznatih pjevačica i pjevača (George Dalaras, Sezen Aksu, Krzysztof Krawczyk, Iggy Pop, Cesária Évora, Ofra Haza, Kayah).
Godine 1998. osnovao je Orkestar za svadbe i sprovode s kojim nastupa po čitavom svijetu svirajući tradicionalnu narodnu glazbu s Balkana, vlastite skladbe utemeljene na balkanskom i romskom melosu i obrade starih pjesama Bijelog dugmeta. Godine 2002. sklada liturgiju "Moje je srce postalo tolerantno" i izvodi je u bazilici St. Denis u Parizu. Godine 2004. sklada operu "Karmen sa sretnim krajem", a 2005. godine nastupa na tri oproštajna koncerta Bijelog dugmeta.  Nastupio je 2007. godine na festivalu trubača u Guči gdje je snimljen njegov posljednji CD nazvan Alkohol, objavljen krajem 2008. godine.

### Optužbe za plagijate
U vrijeme dok je skladao pjesme Bijelog dugmeta, Bregović je optuživan za plagiranje Chucka Berryja, B. B. Kinga, Van Halena, Jimmyja Pagea, Roda Argenta i drugih. Tijekom Bregovićeve samostalne karijere pažnju su privukle optužbe da je "Mesečina", jedna od njegovih najpoznatijih pjesama, zapravo djelo Šabana Bajramovića. U glazbi za film Kraljica Margot Bregović je potpisao tradicionalnu dalmatinsku pjesmu "Jute san se zajubija". Redatelj filma Patrice Chéreau izjavio je 2008. godine kako je Goran Bregović vrlo talentiran, ali da krade sa svih strana što god poželi.

### Osobni život
Goran Bregović najviše vremena provodi u Parizu i Beogradu. U braku je s bivšom sarajevskom manekenkom Dženanom Sudžukom. Vjenčali su se 1993. godine u Parizu i imaju troje djece. Po svojem izjašnjenju Goran Bregović je Jugoslaven.

## Diskografija

### Samostalni albumi, kompilacije i glazba za filmove
- Goran Bregović (1976.)
- Dom za vješanje (1989.)
- Kuduz (1989.)
- Les Temps des Gitans - Kuduz (1990.)
- Paradéchtika s Alkistis Protopsalti (1991.)
- Arizona Dream (1993.)
- La reine Margot (1994.)
- Underground (1995.)
- P.S. (1996.)
- Düğün ve Cenaze sa Sezen Aksu (1997.)
- Thessaloniki - Yannena with Two Canvas Shoes s Georgeom Dalarasom (1997.)
- Silence of the Balkans (uživo 1998.)
- Ederlezi (1998.)
- Kayah & Bregović (1999.)
- Songbook (2000.)
- Kayah i Bregović (2000.)
- Daj mi drugie życie s Krzysztofem Krawczykiem (2001.)
- Tales and songs from weddings and funerals (2002.)
- Goran Bregović's Karmen with a Happy End (2007.)
- Alkohol (2008.)
- Welcome to Goran Bregović (2009.)
- Bella Ciao (2013.)